# Growing Up in the Universe
Growing Up in the Universe – seria wykładów Richarda Dawkinsa będąca częścią wykładów bożonarodzeniowych Royal Institution, w których omawia ewolucję życia we Wszechświecie.
Wykłady po raz pierwszy zostały wyemitowane przez BBC w 1991, w postaci pięciu jednogodzinnych odcinków. Richard Dawkins Foundation for Reason and Science otrzymała prawa do nich i opublikowała w wersji DVD 20 kwietnia 2007.